# Beer cheese
Il beer cheese ("formaggio alla birra" in lingua inglese) è un formaggio spalmabile principalmente prodotto nel Kentucky (Stati Uniti d'America).

## Storia
Sebbene non si conosca con certezza l'inventore del beer cheese, si pensa che l'alimento fosse stato servito per la prima volta negli anni 1940 nel Johnny Allman's, un ristorante della contea di Clark, nel Kentucky, e che il suo inventore sia Joe Allman, il cugino del proprietario del locale. Il 21 febbraio 2013 l'assemblea generale del Kentucky annunciò pubblicamente che la contea di Clark fosse il luogo di nascita del beer cheese. Ogni anno si tiene a Winchester un festival dedicato al formaggio alla birra.

## Caratteristiche
Il beer cheese viene ottenuto mescolando del cheddar con birra, aglio e spezie, fra cui senape secca, rafano e pepe di Caienna. Esistono due varianti del beer cheese: una dal gusto più delicato (mild) e una dal sapore più deciso (hot). Il formaggio spalmabile alla birra funge da guarnizione per le tartine o viene gustato con le crudités.